# 1919年の政治
1919年の政治（1919ねんのせいじ）では、1919年（大正8年）の政治分野に関する出来事について記述する。

## できごと

### 1月
- 1月1日
  - 白ロシア・ソビエト社会主義共和国樹立。
  - ドイツ独立社会民主党の極左勢力が糾合し、ドイツ共産党・スパルタクス団（後にドイツ共産党に改称）を結成する。
- 1月4日 - ドイツ政府、ベルリン警視総監エミール・アイヒホルン（ドイツ語版）を罷免。
- 1月5日 - ドイツ共産党、革命的オプロイテ（ドイツ語版）がアイヒホルンの罷免に反発して大規模なデモ、ゼネスト（スパルタクス団蜂起）。
  - カール・リープクネヒト、独立社会民主党党首ゲオルク・レーデブール（ドイツ語版）らが社会民主党政府打倒を目的とする革命委員会を設立。
  - ミュンヘンでドイツ労働者党結成。
- 1月6日
  - セオドア・ルーズベルト米元大統領死去。
  - 革命委員会、大規模デモとゼネストを決定する
- 1月7日
  - フリードリヒ・エーベルト首相、グスタフ・ノスケ国防相に最高指揮権を付与。
  - ノスケ国防相、ドイツ義勇軍（フライコール）によるデモ弾圧を決定。
- 1月8日
  - 独立社会民主党右派がエーベルトと革命委員会を仲介。
  - エーベルトと革命委員会の交渉決裂。ドイツ共産党は革命委員会から離脱。
  - スパルタクス団、党員へ武装闘争への参加を指示。
  - エーベルト、フライコールに労働者鎮圧を指示。
- 1月12日 - フライコール、労働者を鎮圧。
- 1月15日 - カール・リープクネヒト、ローザ・ルクセンブルクがフライコールに虐殺される。
- 1月18日 - パリ講和会議が始まる[1]。
- 1月25日 - パリ講和会議において、国際連盟の設立提案が承認される。

### 2月
- 2月11日 - ドイツ大統領選挙（ドイツ語版、英語版）で、ドイツ国の初代大統領にフリードリヒ・エーベルトが当選する。
- 2月21日 - バイエルンのクルト・アイスナー首相暗殺。
- 2月27日 - リトアニア＝白ロシア・ソビエト社会主義共和国（リトベル共和国）成立。

### 3月
- 3月1日
  - 朝鮮半島で三・一独立運動。
  - ハンガリー革命勃発。
- 3月2日 - コミンテルン（第3インターナショナル）創立。
- 3月21日
  - ハンガリー・ソビエト共和国成立。
  - イギリスでインド独立運動を抑圧するローラット法が制定。
- 3月23日 - イタリアでベニート・ムッソリーニがイタリア戦闘者ファッシを結成。

### 4月
- 4月6日 - インドでマハトマ・ガンディーが第1次非暴力・不服従運動（サティヤーグラハ）を開始。
- 4月6日から7日 - バイエルンで独立社会民主党のエルンスト・トラー(de:Ernst Toller)と無政府主義者のグスタフ・ランダウアーが中心となり革命。バイエルン・レーテ共和国樹立。
  - ヨハネス・ホフマン首相（多数派社会民主党）のバイエルン政府は、ミュンヘンからバンベルクに避難。バイエルン内乱状態に。
- 4月12日 - 関東軍司令部条例が公布され、関東都督府の軍事部門が分離し関東軍が設置される。同時に関東都督府が関東庁に改組。
- 4月13日
  - インドでアムリットサル事件。
  - ドイツ共産党員のオイゲン・レヴィーネが第2期バイエルン・レーテ共和国を樹立。
- 4月16日 - ルーマニア軍、ハンガリー評議会共和国に侵攻（ハンガリー・ルーマニア戦争）。
- 4月27日 - レヴィーネが退陣。
- 4月30日 - パリ講和会議で中国山東省のドイツ利権に関する日本の要求が承認。

### 5月
- 5月1日 - ドイツ中央政府軍、エアハルト旅団などのドイツ義勇軍（フライコール）がミュンヘンを攻略。
- 5月2日 - バイエルン・レーテ共和国鎮圧される。
- 5月4日 - 五四運動。
- 5月7日 - パリ講和会議で赤道以北の旧ドイツ領を日本が委任統治することに決定。
- 5月13日 - オイゲン・レヴィーネが逮捕される。
- 5月15日 - ギリシャ軍、トルコに侵攻を開始（希土戦争 (1919年-1922年)）。
- 5月23日 - 日本、衆議院議員選挙法改正。納税額3円以上の男性に選挙権。

### 6月
- 6月4日 - オイゲン・レヴィーネに死刑判決。
- 6月5日 - レヴィーネがシュターデルハイム刑務所で銃殺刑。
- 6月6日 - ハンガリーでホルティ・ミクローシュ提督がハンガリー国民軍を率いて蜂起。
- 6月21日 - ドイツ大洋艦隊自沈[2]。
- 6月28日 - 連合国とドイツ国との間にヴェルサイユ条約が締結、調印される[3]。

### 7月
- 7月13日 - 米、金本位制に復帰。
- 7月21日 - ドイツ、ヴェルサイユ条約を批准[4]。
- 7月25日 - カラハン宣言。ソ連のレフ・カラハン外務人民委員代理が、ロシア帝国が清と結んだ不平等条約の即時・無条件撤廃を表明。
- 7月31日 - ドイツ議会、新憲法（ワイマール憲法）を採択。

### 8月
- 8月1日 - クン・ベーラらハンガリー共産党幹部がオーストリアに逃亡[5]。
- 8月4日
  - ルーマニア軍がブダペスト占領。
  - イギリス・アフガニスタン間にラワルピンディ条約締結。
- 8月6日 - ハンガリー評議会共和国政府崩壊、ルーマニアと連合国軍によるハンガリー占領開始（～1920年3月28日）。
- 8月11日 - ドイツ国憲法（ワイマール憲法）制定。
- 8月14日 - ワイマール憲法公布、施行。
- 8月19日 - アフガニスタン、英から独立。
- 8月25日 - リトアニア＝白ロシア・ソビエト社会主義共和国（リトベル共和国）崩壊。

### 9月

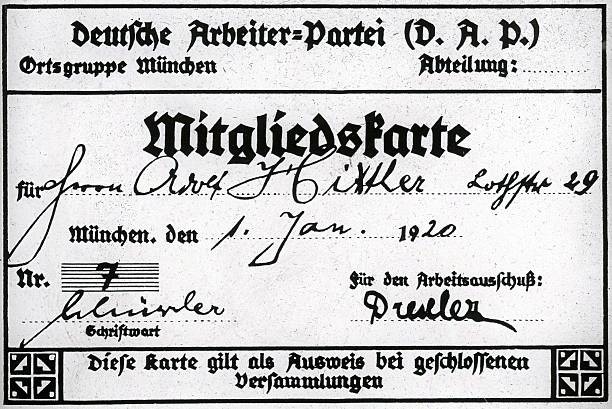
ヒトラーのドイツ労働者党党員証

- 9月7日 - トルコでムスタファ・ケマル・パシャがアナトリア・ルーメリア権利擁護団を結成。
- 9月10日 - 連合国とオーストリア第一共和国との間にサン＝ジェルマン条約が締結、調印される。
- 9月12日 - アドルフ・ヒトラーがドイツ労働者党の会合に潜入、出席[6]。
- 9月末 - ヒトラー、ドイツ労働者党に入党。

### 10月
- 10月10日 - 孫文が中華革命党を改組し、中国国民党を結成（本部上海[7]、党総理は孫文）。
- 10月28日 - アメリカ合衆国でボルステッド法（禁酒法）制定。

### 11月
- 11月14日 - ルーマニア軍、ハンガリーの首都ブダペストから撤退。
- 11月23日 - 中華民国、キャフタ協定を破棄、外モンゴルの自治を撤廃し、直接統治を導入。
- 11月27日 - 連合国とブルガリア王国との間にヌイイ条約が締結、調印される。

### 12月
- 12月23日 - イギリスが州政府に部分的な自治を容認するインド統治法を実施。
- 12月24日 - 日本で第42議会召集。